# 2025 Armageddon
2025 Armageddon er en amerikansk film fra 2022 af Michael Su.

## Medvirkende
- Michael Paré som Thomas Ramsey
- Jhey Castles som Madoyln Webb
- Lindsey Marie Wilson som Dr. Quinn Ramsey
- Joseph Michael Harris som Mckee
- David Thomas Newman som Pfc. Sharp
- Gerald Webb som Jerry Ford
- Anthony Jensen som Adam Forster